# Регулярная оценка
Регулярная оценка — класс статистических оценок, удовлетворяющих определённым условиям регулярности, благодаря чему можно перейти к асимптотическому анализу. Сходимость распределения регулярной оценки в некотором смысле локально равномерная. Это часто помогает, поскольку есть удобное свойство, что небольшое изменение параметра не приведёт к значительному изменению распределения оценки.

## Определение
Оценка {\displaystyle {\hat {\theta }}} величина {\displaystyle \psi (\theta )} на выборке из {\displaystyle n} наблюдений называется регулярной, если для каждого {\displaystyle h} имеется сходимость по раcпределению:
{\displaystyle {\sqrt {n}}\left({\hat {\theta }}_{n}-\psi (\theta +h/{\sqrt {n}})\right){\xrightarrow[{\mathcal {D}}]{\theta +h/{\sqrt {n}}}}L_{\theta }}.
{\displaystyle L_{\theta }} — это некоторое асимптотическое распределение (зачастую это нормальное распределение с нулевым средним и дисперсией, зависящей от {\displaystyle \theta }.

## Примеры нерегулярных оценок
Оценки Ходжеса и Джеймса — Штейна являются нерегулярным оценками, когда выборка для параметра {\displaystyle \theta } равна {\displaystyle 0}.